# Rhamnophis
Rhamnophis är ett släkte av ormar. Rhamnophis ingår i familjen snokar.
Arterna är med en längd upp till 75 cm små ormar. De förekommer i västra och centrala Afrika. Habitatet utgörs av tropiska skogar. Släktets medlemmar är sällsynta.
Arter enligt Catalogue of Life:
- Rhamnophis aethiopissa
- Rhamnophis batesii